# Червоносёловка
Червоноселовка (укр. Червоноселівка) — село,
Смеловский сельский совет,
Бильмакский район,
Запорожская область,
Украина.
Код КОАТУУ — 2322786604. Население по переписи 2001 года составляло 364 человека.

## Географическое положение
Село Червоноселовка находится на расстоянии в 4 км от села Новоукраинка и в 5-и км от села Смелое.

## История
- 1870 год — дата основания как село Ротендорф.
- В 1947 году переименовано в село Червоноселовка.